# Maximilian von Speidel
Maximilian Freiherr von Speidel (13 de septiembre de 1856, Múnich - Ibid. 24 de febrero de 1943) fue un oficial bávaro, último general de Caballería y ministro de Guerra.

## Vida

### Origen
Era hijo de Edmund Freiherr von Speidel y su esposa Louise, nacida Edle von Krempelhuber. Su padre era teniente general y mariscal de la corte del príncipe Luitpold de Baviera.

### Carrera militar
Speidel se graduó del Pagerie y del Humanistisches Gymnasium (Gimnasio de humanidades). Luego se unió en 1874 como Portepeefähnrich en el 4.º Regimiento Chevaulegers "Rey" del Ejército Bávaro. Después de visitar la Kriegsschule (Academia Militar), en Múnich siguió en 1876 su ascenso a teniente segundo. De 1881 a 1884 Speidel se graduó de la Academia Militar, lo que le otorgó la calificación para el Ayudante Superior. Como los viajes Mariscal Speidel acompañó en 1888 la princesa Teresa de Baviera en su viaje a Brasil.
En el transcurso de su carrera militar, Speidel fue teniente general del 4 de diciembre de 1909 al 14 de diciembre de 1911, comandante de la 2.ª División en Augsburgo. Luego fue puesto bajo la concesión del rango como General de Caballería.
Al comienzo de la Primera Guerra Mundial a Speidel se le dio el mando de la recién creada el 30 de octubre de 1914 6.ª División de Reserva Bávara. Esto lo llevó al 4.º Ejército hasta el 15 de noviembre de 1914 como reserva durante la Primera batalla de Ypres.
Del 26 de noviembre de 1916 al 21 de enero de 1919, Speidel fue Consejero de Estado en el Ministerio de Asuntos Militares del Estado. Poco antes de la guerra terminó el 10 de noviembre de 1918 Speidel trató en vano junto con Otto von Dandl Rey Ludwig III. para persuadir a los oficiales de su envidia armas de dar a luz. Sin embargo, el rey había abandonado prematuramente su domicilio en Schloss Wildenwart debido al peligro de la revolución del consejo bajo Kurt Eisner. No fue sino hasta el 13 de noviembre de 1918 que el rey liberó a los oficiales y soldados bávaros de su juramento de lealtad con la declaración de Anife.

### Familia
Speidel se había casado el 16 de abril de 1884 en Múnich con Anna Maria Karolina, condesa de Arco y Valley. El matrimonio produjo tres hijos y una hija. El hijo común Hans (1886-1916) también se embarcó en una carrera militar en el ejército bávaro. Fue condecorado por sus servicios durante la Primera Guerra Mundial con la Cruz del Caballero de la Orden Militar de Max Joseph y murió en el combate como teniente.

## Literatura
- Max Spindler (ed.), Walter Schärl: La composición del servicio civil bávaro de 1806 a 1918. Editor Michael Lassleben. Kallmütz / Opf. 1955, p. 268.
- Othmar Hackl : La Academia de Guerra de Baviera (1867-1914). CH Beck'sche Verlagsbuchhandlung. Múnich 1989. ISBN 3-406-10490-8 . P. 578.